# Allognosta nigripes
Allognosta nigripes är en tvåvingeart som beskrevs av Frey 1960. Allognosta nigripes ingår i släktet Allognosta och familjen vapenflugor.
Artens utbredningsområde är Myanmar. Inga underarter finns listade i Catalogue of Life.